# Thaia albida
Thaia albida är en insektsart som beskrevs av Irena Dworakowska 1980. Thaia albida ingår i släktet Thaia och familjen dvärgstritar. Inga underarter finns listade i Catalogue of Life.